# エム・エーフィールド
株式会社エム・エーフィールド（M.A. Field)は、日本の芸能プロダクション・脚本家が多数所属する事務所である。

## 概要
1995年に設立以降、所属脚本家が数々のドラマ、映画に携わる傍ら、舞台へ活躍の場を広げる俳優・女優が所属するなど、マネジメント業務は多岐に渡る。
2007年にはMAパブリッシングへ制作部門を移行し、映画や舞台のプロデュースなども行っている。

## 所属者

### タレント
- 川端竜太
- 森一
- せきよしあき
- 井上顕
- 中上雅巳
- 竹内えり
- 滝佳保子

### 脚本家
【男性】
- 酒井雅秋
- 丸茂周
- 鈴木太一(監督/脚本家）
- 高橋かづゆき(脚本家/放送作家）
- 小澤俊介
- 春名功武
- 中村啓（小説家/脚本家）
- 小谷暢亮
- 福田哲平
- 隈部雅則（脚本家/演出家）
- 龍樹(脚本家/放送作家)
- 山本俊輔
- 古波津陽
- 宮本勇人

【女性】
- 坂野裕子
- 女里山桃花
- 武井彩
- 土城温美(脚本家/演出家）
- 吉井三奈子(脚本家/放送作家）
- スギタクミ(脚本家/演出家)
- 塩原由香理
- 本山久美子
- 関久代
- 山本奈奈

【NEW】
- 松下隆一
- 山内晶
- 上村奈帆(監督/脚本家）
- 美内こう
- 辻野正樹(脚本家/監督)
- 平沼豊
- 三浦周
- 岡庭ななみ
- 中村直美
- 川又り絵
- 木下幸太郎
- 池田有佳里

## 業務提携
- 風間トオル(有限会社ゴールフェイス)
- 相川七瀬(有限会社ファウンテン)
- 秦建日子(有限会社OFFICEBLUE)

## 関連会社
- 株式会社MAパブリッシング